# مدرسه راهنمایی نور دانش
مدرسه راهنمایی نور دانش مربوط به دوره پهلوی اول است و در بابلسر، خیابان فلسطین، مدرسه راهنمایی نور دانش واقع شده و این اثر در تاریخ ۹ بهمن ۱۳۸۶ با شمارهٔ ثبت ۲۰۶۹۱ به‌عنوان یکی از آثار ملی ایران به ثبت رسیده است.